# Куманов
Куманов (укр. Куманів) — село в Городокском районе Хмельницкой области Украины.
Население по переписи 2001 года составляло 534 человека. Почтовый индекс — 32013. Телефонный код — 3251. Занимает площадь 1,919 км². Код КОАТУУ — 6821288604.

## Местный совет
32012, Хмельницкая обл., Городокский р-н, с. Хоптинцы